# Most Ritu Akhtar
Most Ritu Akhtar (bengalisch সবচেয়ে বেশি রিতু আক্তার; * 25. September 2000) ist eine Leichtathletin aus Bangladesch, die sich auf den Hochsprung spezialisiert hat. Sie ist aktuelle Inhaberin des Landesrekordes in dieser Disziplin.

## Sportliche Laufbahn
Erste internationale Erfahrungen sammelte Most Ritu Akhtar im Jahr 2022, als sie bei den Islamic Solidarity Games in Konya mit neuem Landesrekord von 1,73 m den siebten Platz im Hochsprung belegte. Im Jahr darauf gelangte sie bei den Asienmeisterschaften in Bangkok mit 1,70 m auf den zwölften Platz und 2025 wurde sie bei den Asienmeisterschaften in Gumi mit 1,70 m 14. 
In den Jahren 2021 und 2022 wurde Akhtar Landesmeisterin im Hochsprung.